# Fort Saint-Nicolas
Fort Saint-Nicolas is een fortificatie in de Franse stad Marseille, gebouwd in 1660 in opdracht van Lodewijk XIV bij de ingang van de Vieux-Port. Op het hoogst gelegen punt is de kazerne Entrecasteaux gelegen, genoemd naar admiraal de Bruni d'Entrecasteaux.
Tegenover het fort, aan de noordzijde van de haveningang, werd het Fort Saint-Jean aangelegd. Tussen de twee forten lag van 1905 tot 1944 een zweefbrug die beide oevers van de haventoegang met elkaar verbond. Deze zweefbrug is in 1944 door het Duitse leger onherstelbaar beschadigd.

## Galerij met foto's

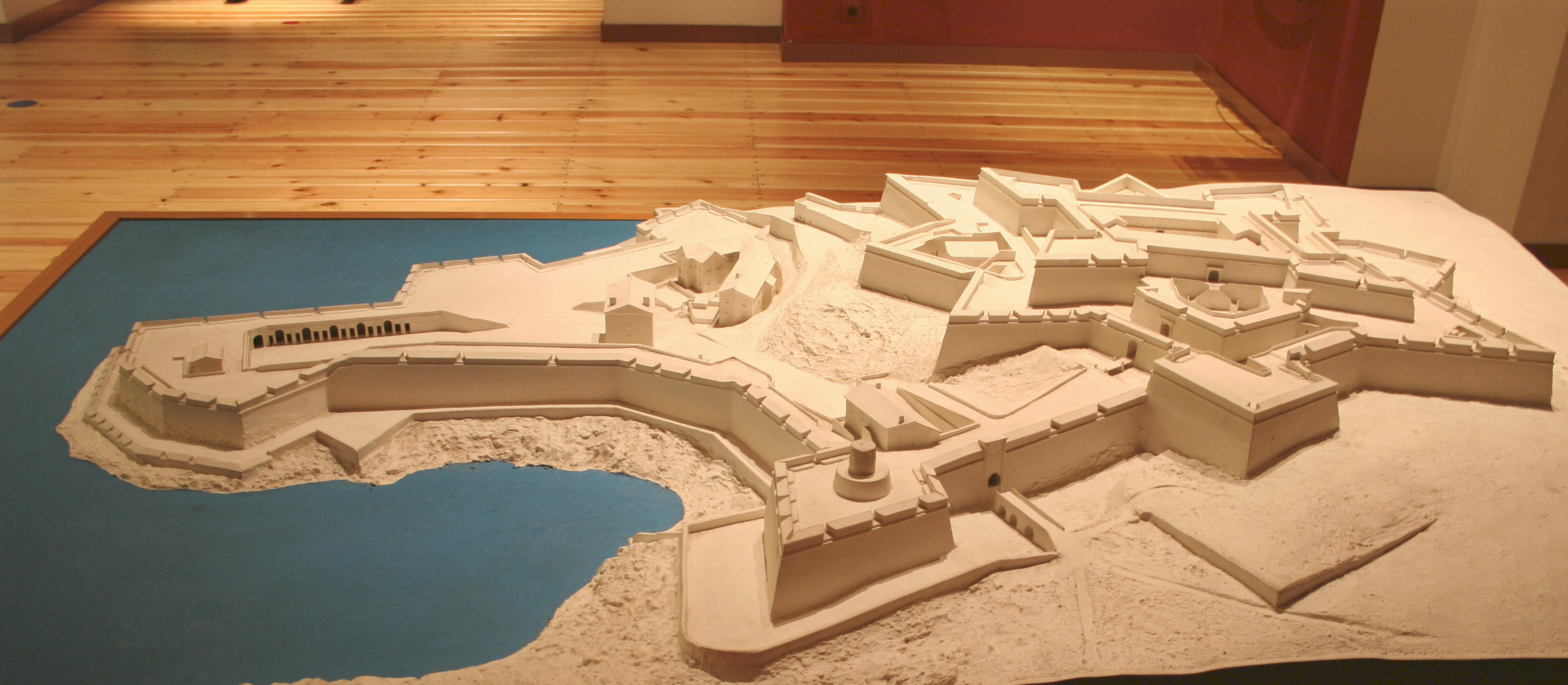
Maquette van het fort
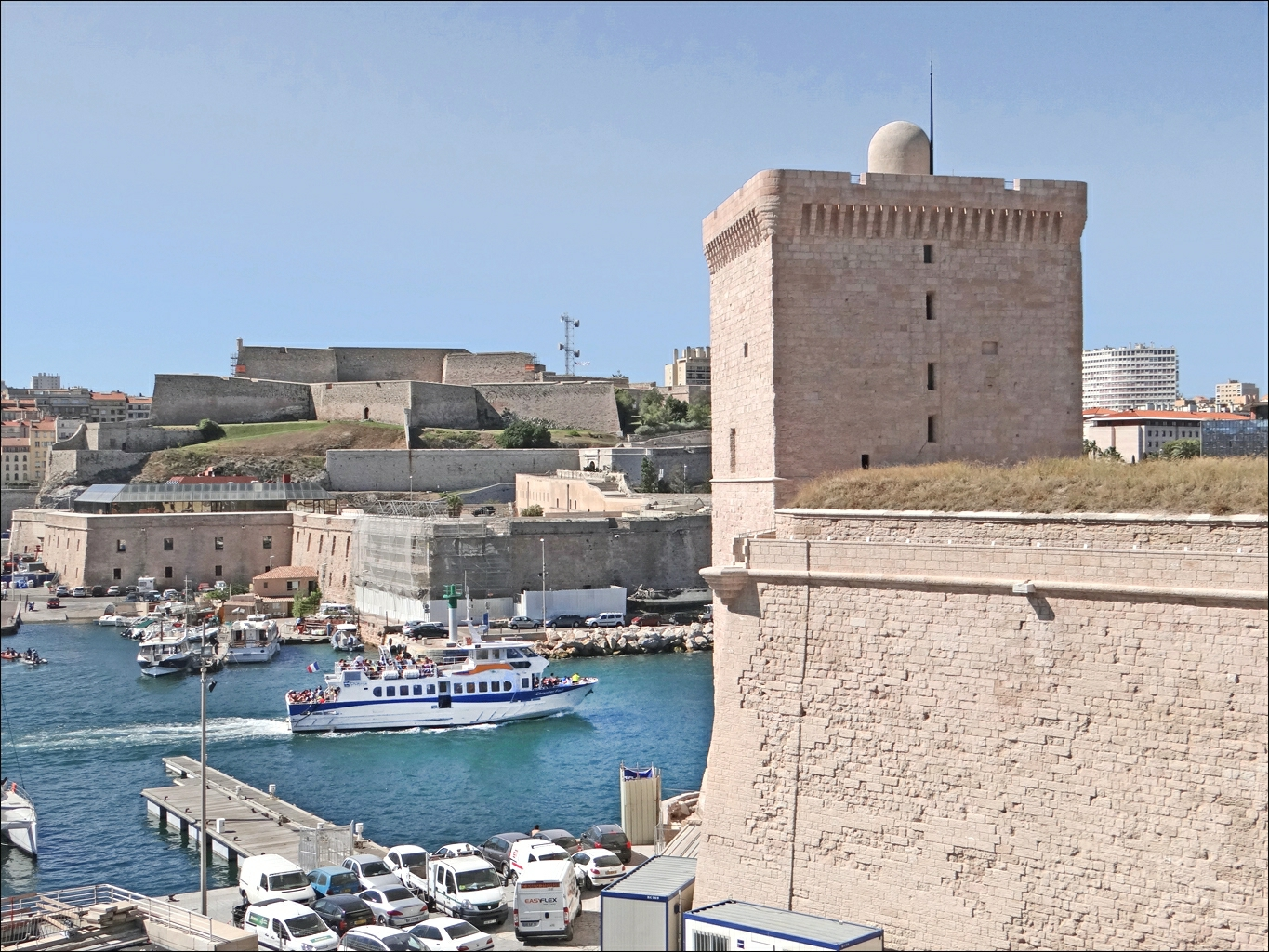
Toegang tot de haven
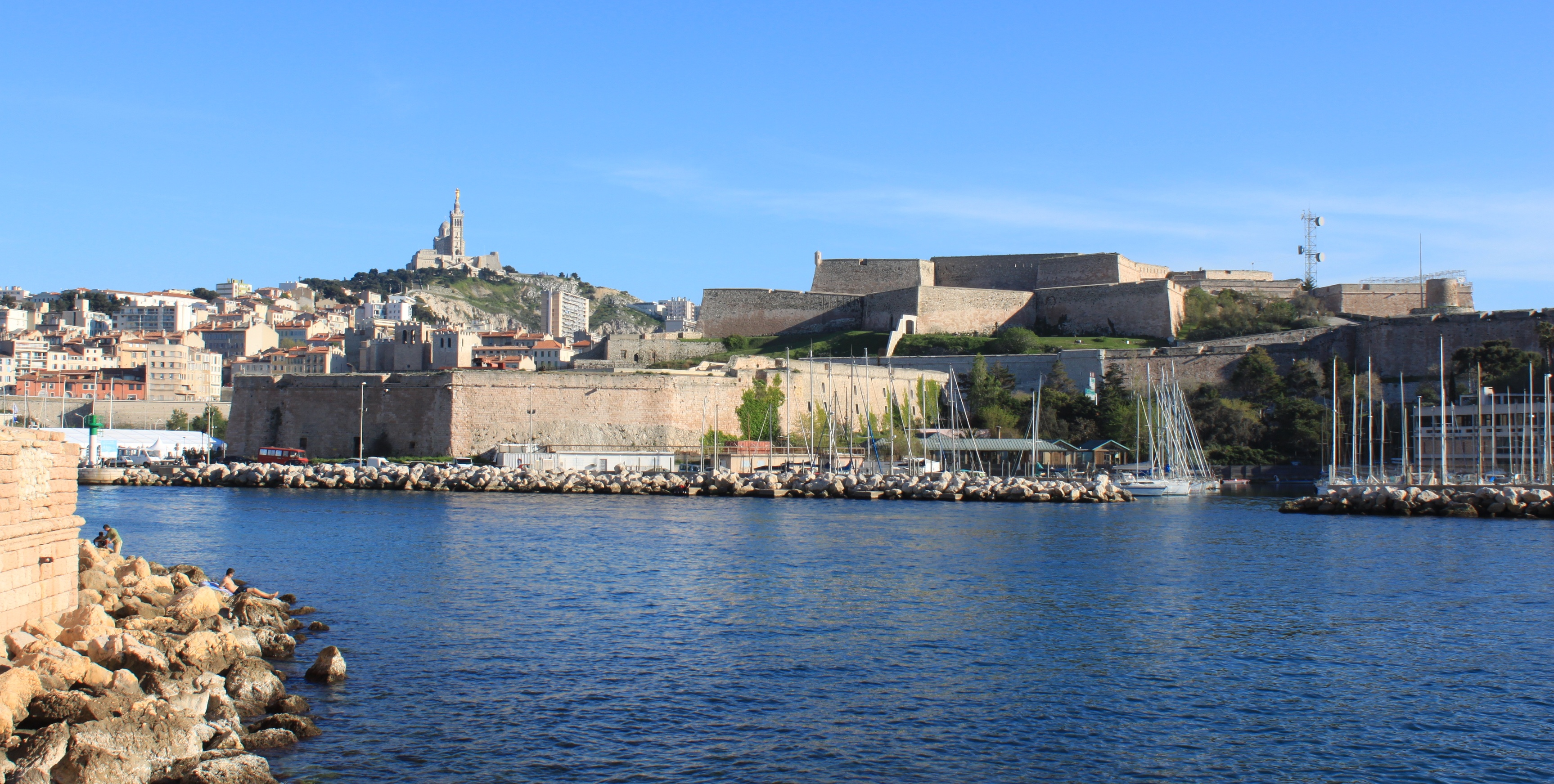
Fort Saint-Nicolas
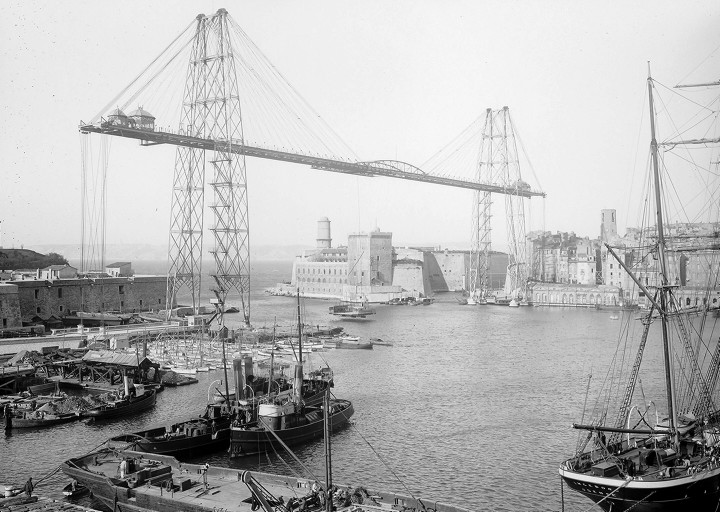
De forten met de zweefbrug
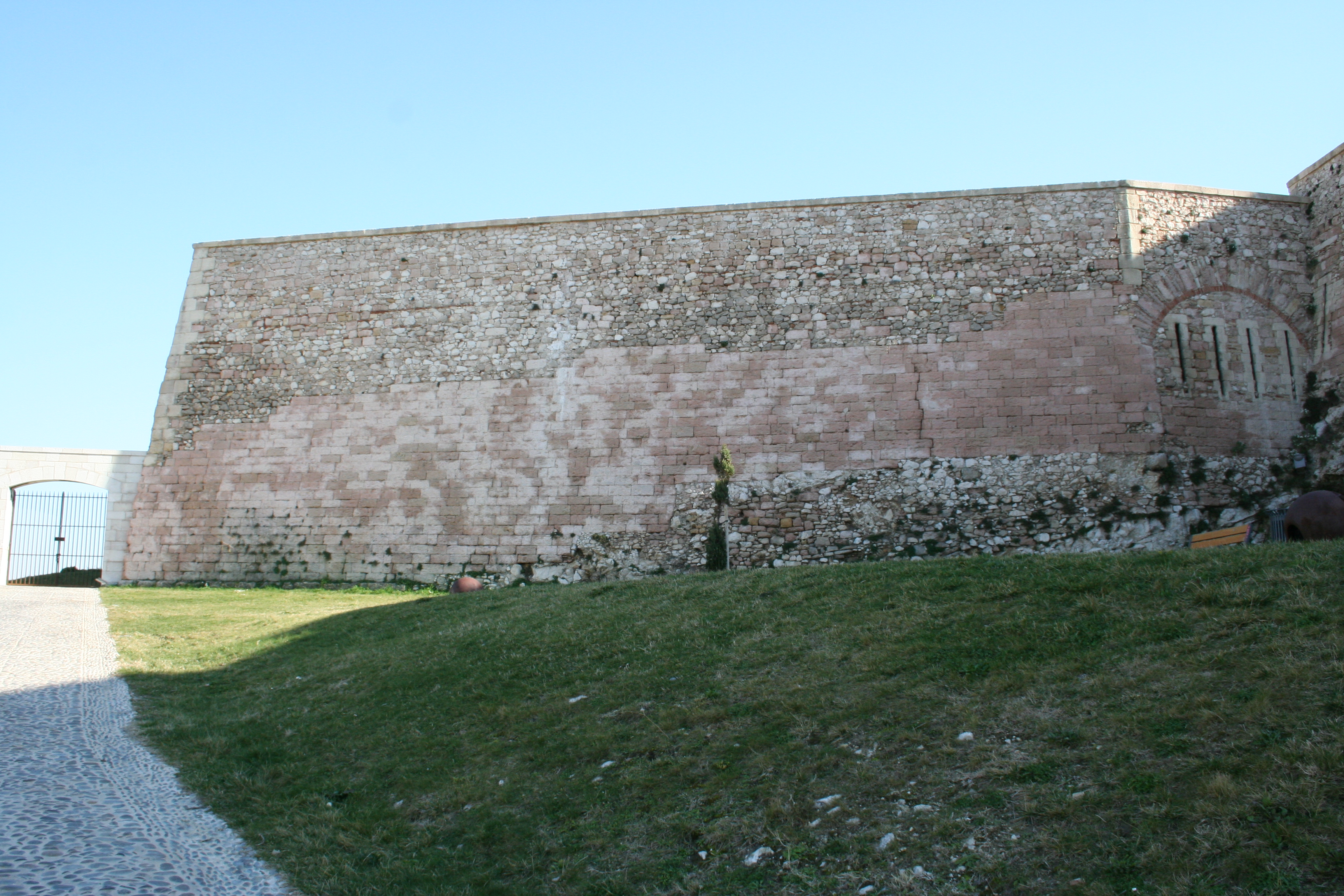